# Еспорлату
Еспорла̀ту (на италиански: Esporlatu; на сардински: Isporlatu, Испорлату) е село и община в Южна Италия, провинция Сасари, автономен регион и остров Сардиния. Разположено е на 474 m надморска височина. Населението на общината е 431 души (към 2010 г.).